# Theodor Joseph von Wrede zu Amecke
Theodor Joseph von Wrede zu Amecke (* 15. März 1736 in Amecke; † 4. November 1808) war Kurfürstlicher Regierungspräsident in Hildesheim und Domherr in verschiedenen Bistümern.

## Leben
Theodor Joseph von Wrede zu Amecke entstammte dem westfälischen Adelsgeschlecht von Wrede und war der Sohn des Karl Philipp von Wrede und dessen Gemahlin Maria Anna von Schade. Nach einem Studium absolvierte er von 1761 bis 1762 sein Biennium in Reims. Dieses war Voraussetzung für den geistlichen Beruf. Bereits im Jahre 1759 gelangte er in den Besitz einer Dompräbende in Hildesheim. Clemens August von Korff gen. Schmising verlieh ihm in seiner Eigenschaft als Turnar im Jahre 1784 eine münstersche Präbende, auf die er aber schon zwei Jahre später zugunsten von Franz Karl Waldbott von Bassenheim verzichtete. 1789 erhielt er durch mehrheitlichen Beschluss des Domkapitels eine Präbende, auf die zuvor Maximilian von Droste zu Hülshoff verzichtet hatte. Die Aufschwörung fand am 10. März 1789 statt. Es entwickelte sich ein Rechtsstreit, der damit beendet wurde, dass Theodor Joseph vom Kurfürsten eine andere frei gewordene Präbende erhielt. Durch päpstliche Provision kam er 1786 in den Besitz einer Präbende in Paderborn. Der Fürstbischof Franz Egon von Fürstenberg ernannte ihn im Jahre 1801 zum Regierungspräsidenten in Hildesheim. Er war Subdiakon und übte in den Jahren 1768 bis 1789 das Amt des Domkellners aus. Von 1801 bis zu seinem Tode im Jahre 1808 war er Domsenior.